# Bolquer

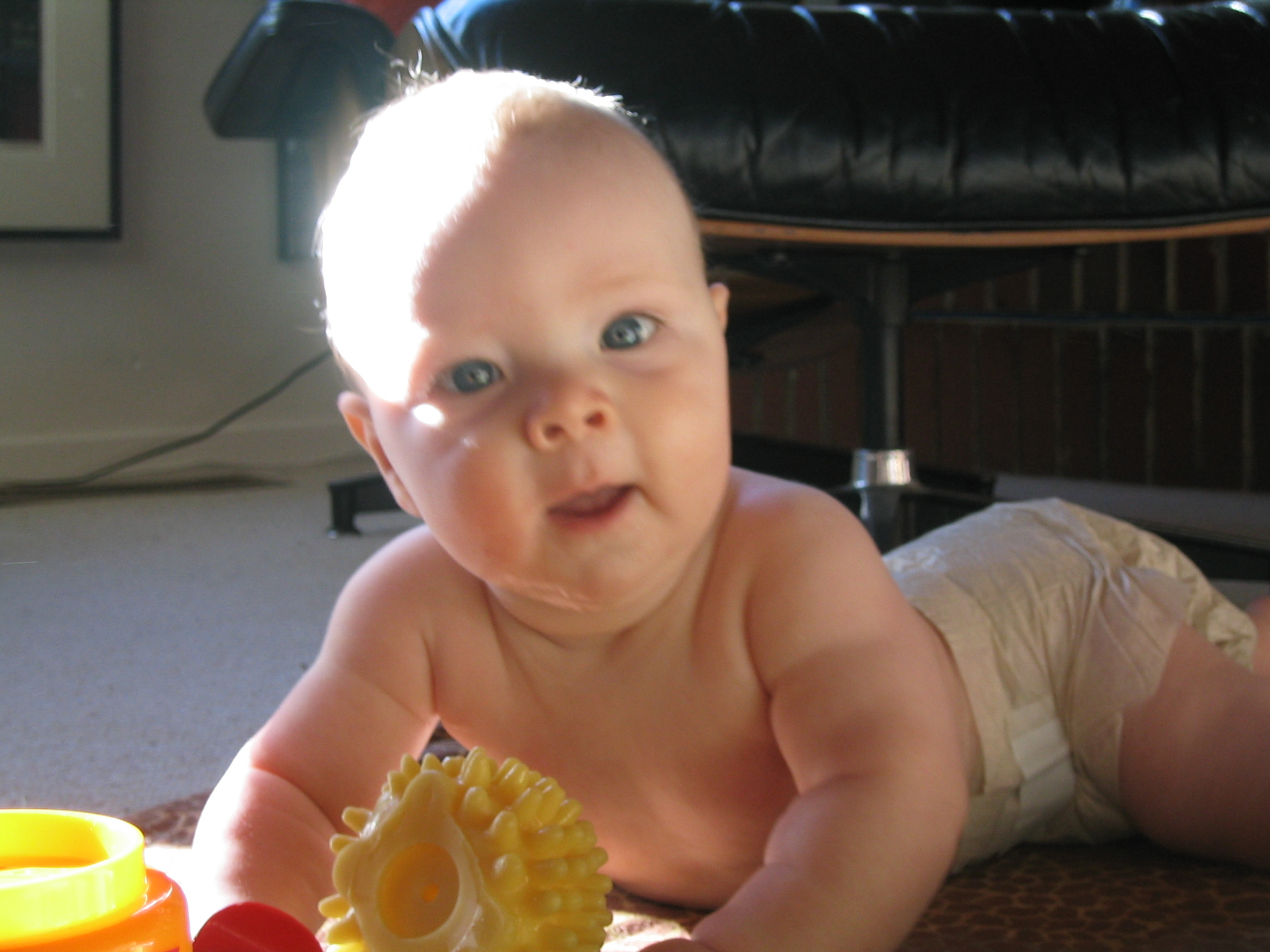
Nadó amb bolquers

Un bolquer és una peça de cel·lulosa amb què, a manera de calça, s'embolca el cos dels nadons o dels adults que no poden contenir les evacuacions i que serveix per a absorbir l'orina i la matèria fecal.

## Tipus

### Bolquers per a nadons
Marion Donovan, una dona americana, es casà el 1942 i aviat tingué dos fills. En un cop de geni, aclaparada per la feixuga feina d'haver de rentar el munt de bolquers de cotó, roba i llençols que els seus fills embrutaven cada dia, arrencà les cortines del bany, s'assegué a la màquina de cosir i construí un cobertor impermeable de bolquer. Provat amb èxit amb els seus fills, decidí iniciar-ne la producció massiva i li donà el nom comercial de "Boater". El 1949, foren posats a la venda en uns grans magatzems de Nova York, on assoliren un gran èxit.
El 1951 O'Brien ja treballava en un nou invent: el bolquer d'un sol ús. Intentà trobar un fabricant de paper disposat a assumir el repte però tots la titllaren d'absurda.
El 1961 la multinacional americana "Procter & Gamble" inicià la fabricació dels primera bolquers d'un sol ús. A finals dels anys 60 van arribar al mercat peninsular sota les marques comercials "Dodot" i "Dodotis".
Els bolquers d'un nadó es treuen quan aquest s'ha pixat o cagat, i llavors cal canviar-los per uns de nets. Això sol fer-se, si es pot, en un canviador. La faldara era un tipus de bolquer gruixut que es posava sobre els bolquers ordinaris.
De vegades els bolquers poden produir un tipus de dermatitis de contacte irritativa, localitzada a la zona coberta pels bolquers, que s'anomena dermatitis dels bolquers.
Les cultures antigues com ara la romana, l'asteca o l'egípcia ja feien servir materials per a cobrir els nadons; fulles, teles o pells.

### Bolquers per a adults
També anomenants absorbents d'incontinència, poden ser de tres tipus: rectangulars, anatòmics i elàstics.
- Els rectangulars contenen una malla eslip per a subjecció externa. Són poc discrets i amb poca adaptabilitat corporal.
- Els anatòmics contenen una malla eslip de subjecció interna. Són discrets i amb bona adaptabilitat corporal.
- Els elàstics porten tires adhesives que es poden obrir i tancar diverses vegades. Tenen bona adaptabilitat corporal, però són poc discrets.

## Composició
Hi ha bolquers de diversos tipus. Els de tela són reutilitzables i es poden rentar amb aigua i detergent, pel que consumeixen menys recursos. Els d'un sol ús estan formats per diverses capes de cel·lulosa, polièster i altres materials permeables. La capa exterior és impermeable. També existeixen bolquers d'un sol ús biodegradables, encara que per a completar el procés de biodegradació necessiten oxigen i llum solar, condicions difícils als abocadors.